# Jules Vanhevel

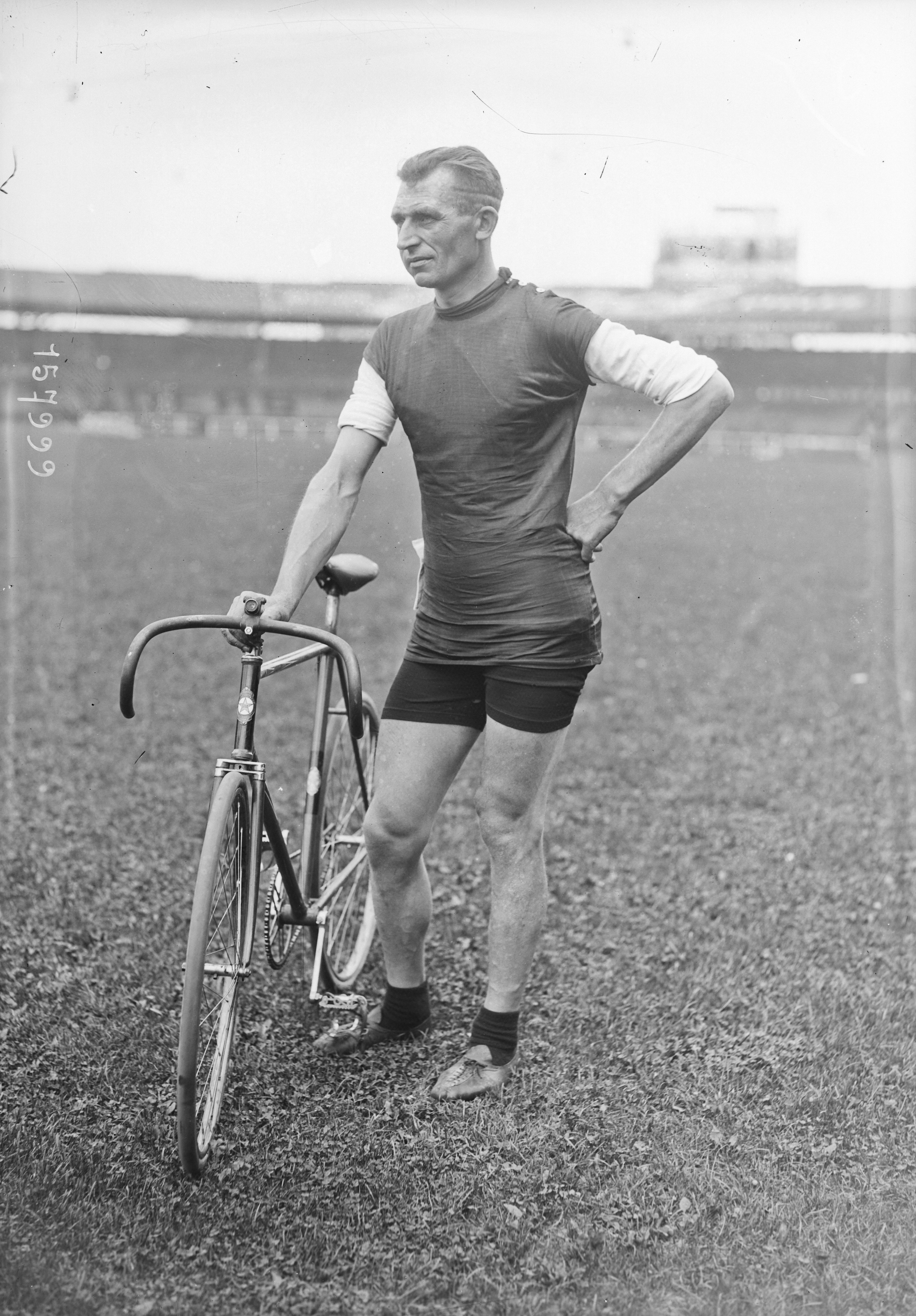
Jules Vanhevel (1931)

Jules Vanhevel (* 10. März 1895 in Koekelare; † 21. Juli 1969 in Oostende) war ein belgischer Radrennfahrer.
Jules Vanhevel war einer der vielseitigsten und erfolgreichsten Radrennfahrer seiner Zeit; er war Profi von 1919 bis 1935. Schon als Amateur und als Radrennfahrer in Diensten des Militärs gewann er zahlreiche Rennen. Nach dem Ende des Ersten Weltkriegs wurde er Profi-Rennfahrer.
1920 errang Vanhevel die Kampioenschap van Vlaanderen und gewann die Flandern-Rundfahrt, 1922 die Ronde van West-Vlaanderen, 1923 und 1924 das Critérium des As, 1924 Paris–Roubaix, 1927 Berlin–Cottbus–Berlin, 1928 die Belgien-Rundfahrt sowie den Omloop der Vlaamse Gewesten und errang viele weitere Siege, darunter 1924 das Eintagesrennen Circuit de Paris. Zweimal – 1920 und 1921 – wurde er Belgischer Straßenmeister. Er startete zudem bei 26 Sechstagerennen, von denen er zwei gewinnen konnte, 1923 in Brüssel und 1925 in Gent, jeweils mit César Debaets.
Vanhevels 25-jähriges Rennfahrerjubiläum war Anlass für ein Volksfest in Brügge, und er wurde als erster Radrennfahrer mit einem königlichen Orden, dem Leopoldsorden, ausgezeichnet.
Nach seinem Rücktritt vom Radsport wurde Vanhevel Händler für Reifen. Dem Radsport blieb er als Funktionär des belgischen Radsportverbandes verbunden. Er starb 1969, einen Tag nachdem Eddy Merckx die Tour de France gewonnen hatte, 30 Jahre nach dem letzten belgischen Sieg durch Sylvère Maes.
2006 wurde in Vanhevels Heimatort Ichtegem ein kleines Privatmuseum zu seinen Ehren in der Brasserie „Den Engel“ eröffnet, die Mitgliedern seiner Familie gehört.